# Гефестіон (граматик)
Гефестіон (грец. Ἡφαιστίων) — грецький граматик II століття н. е., що жив в Александрії. Ототожнюється з одним із учителів імператора Луція Вера. Міг належати до школи граматика Геліодора або навіть бути його прямим учнем.
Працями Гефестіона вважають:
- Підручник метрики (грец. Ἐγχειρίδιον περὶ μέτρων, лат. Enchiridion de metris). За свідченням Лонгіна, цей підручник — конспект написаного Гефестіоном фундаментального трактату про (грецьку) метрику, що складався з 48 «книг»;
- Про складні випадки у віршах (грец. Περὶ τῶν ἐν ποιήμασι ταραχῶν); слід розуміти «в епічних віршах», оскільки з наступних заголовків видно, що Гефестіон писав коментарі за віршованими жанрами; джерело не збереглося;
- Вирішення труднощів у комедії (грец. Κωμικῶν ἀπορημάτων λύσεις); джерело не збереглося;
- Вирішення <труднощів> у трагедії (грец. Τραγικῶν <ἀπορημάτων> λύσεις); джерело не збереглося;
- Про вірші (грец. Περὶ ποιημάτων, лат. De poematis); твір зберігся у фрагментах.

Гефестіон складав (імовірно, досить об'ємні) метричні коментарі до античних поетів. Дидактичні тексти Гефестіона охоплюють чотири тематичні розділи:
1. Фонетика і просодика (виклад починається зі вчення про склади, а не про літери).
2. Вчення про дев'ять метрів-прототипів.
3. Змішані розміри.
4. Строфіка.
Пізньолатинські підручники з граматики і (віршованої) метрики зазнали сильного впливу Гефестіона, помітного у виборі навчальних тем і в самій будові цих підручників.

## Видання
- Hephaestionis De metris enchiridion et De poemate libellus, cum scholiis et Trichae Epitomis. Adjecta Procli Chrestomathia grammatica. Edidit R. Westphal[ru]. Leipzig: Teubner, 1866. (= Scriptores metrici Graeci. Vol. I)
- Hephaestionis enchiridion cum commentariis veteribus, ed. M. Consbruch. Leipzig: Teubner, 1906.
- Hephaestion. On Metre. A Translation and Commentary by J. M. van Ophuijsen. Leiden: 1987 (= Mnemosyne. Supplement 100), ISBN 9789004084520 (англійський переклад і коментар)